# Onthophagus triacanthus
Onthophagus triacanthus là một loài bọ cánh cứng trong họ Bọ hung (Scarabaeidae).